# Richard Murray
Richard Murray (Cidade do Cabo, 4 de janeiro de 1989) é um triatleta profissional sul-africano.

## Carreira
Richard Murray disputou os Jogos de Londres 2012, ficando em 17º.